# Luis Agote

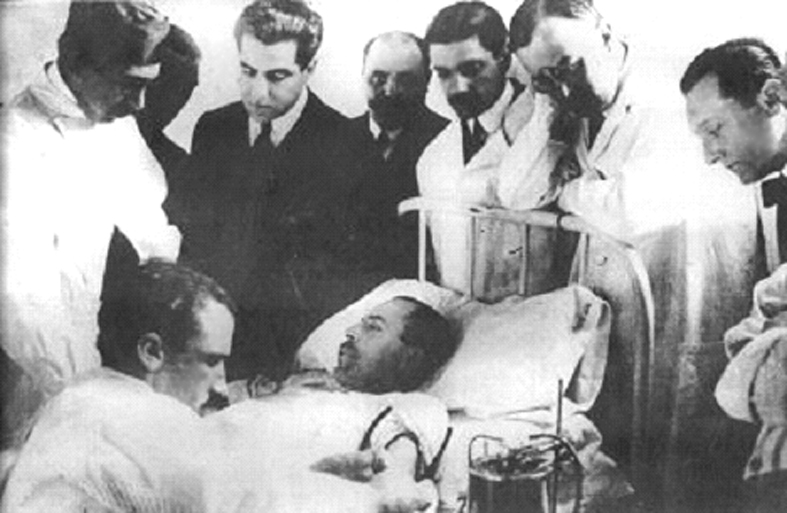
Primera transfusión de sangre citratada: Hospital Rawson, 9 de noviembre de 1914.

Luis Agote (Buenos Aires, 22 de septiembre de 1868 - Turdera, 12 de noviembre de 1954) fue un médico e investigador argentino. Fue el primer profesional en el mundo que realizó transfusiones de sangre indirectas sin que la sangre se coagulara en el recipiente que la contenía al utilizar citrato sódico. Asimismo tuvo actuación en la política de la Provincia de Buenos Aires entre 1910 y 1920.

## Biografía
Luis Agote hizo sus estudios secundarios en el Colegio Nacional Central (actual Colegio Nacional de Buenos Aires) de su ciudad natal. Ingresó a la Facultad de Medicina de la Universidad de Buenos Aires en 1887, donde se graduó de médico en 1893 con una tesis sobre hepatitis supurada. En 1894 asumió como Secretario del Departamento Nacional de Higiene y en 1895 se hizo cargo de la dirección del lazareto de la isla Martín García. En 1899 fue designado Médico de Sala del Hospital Rawson (ciudad de Buenos Aires), donde más tarde fue Jefe de Sala. En 1905 fue nombrado Profesor Suplente de la Facultad de Medicina y en 1915 Profesor Titular de Clínica Médica de la Universidad de Buenos Aires, cátedra esta última que tuvo a su cargo hasta su renuncia en 1929. En 1914 fundó el Instituto Modelo de Clínica Médica del Hospital Rawson, donde llevó a cabo un vasto programa de investigación, enseñanza profesional y asistencia a enfermos. Allí fue donde desarrolló y puso en práctica el método de conservación de sangre para transfusiones por adición de citrato de sodio.

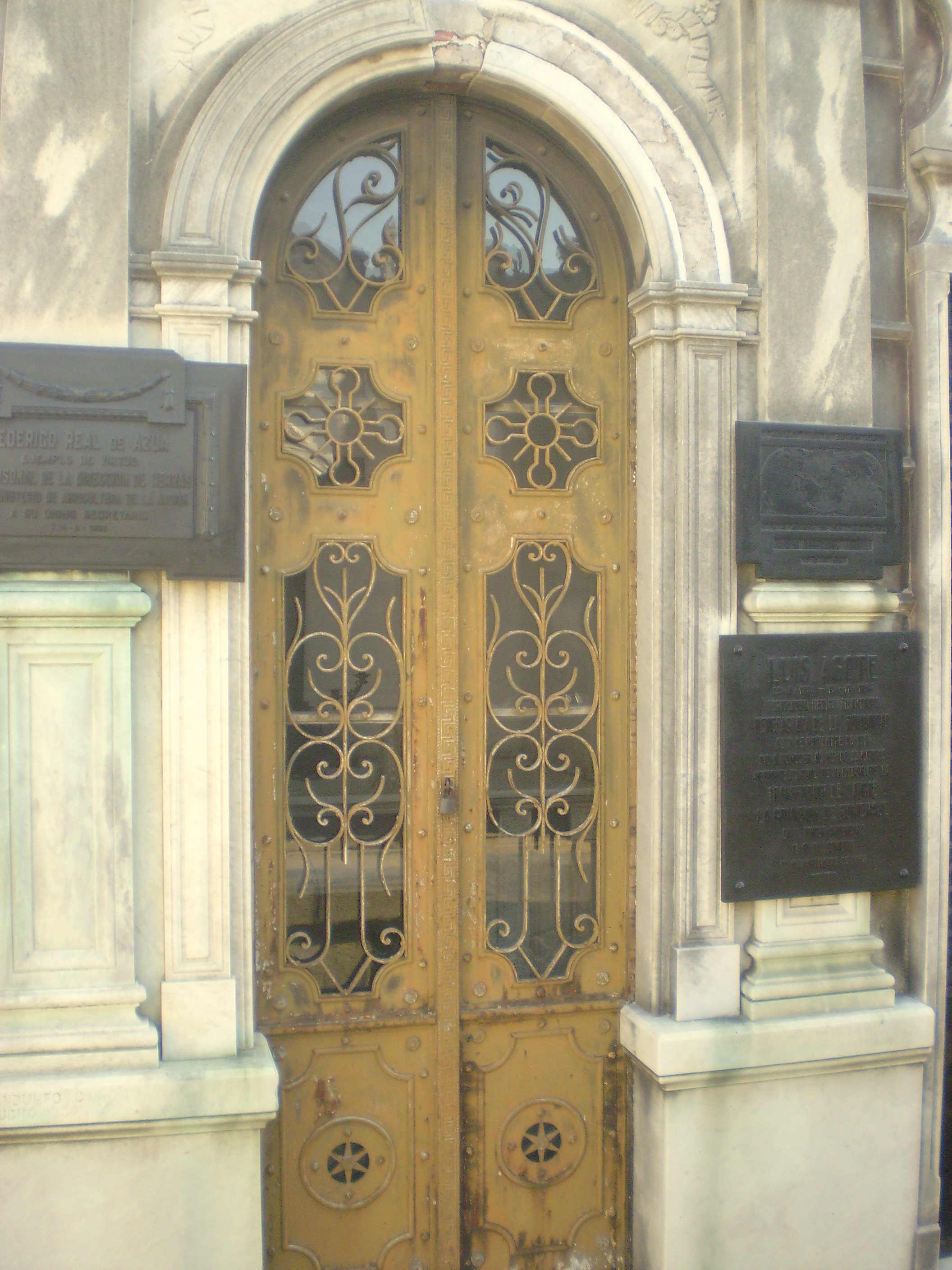
Sepulcro del Dr Agote en la Recoleta.

 No quiso patentar su descubrimiento: en esos días de la Primera Guerra Mundial miles de humanos morían diariamente en las trincheras de Europa, por lo que prefirió cederlo a todos los países que en ese momento estaban en guerra, sabiendo que así se salvarían millones de vidas. Lo comunicó a los medios de prensa, a los embajadores de los países involucrados y a las revistas médicas internacionales. Ese mismo año publicó el trabajo “Nuevo método sencillo para realizar transfusiones de sangre”.
La vocación de servicio de Agote no se agotó en la medicina. Actuó desde joven en la vida política argentina. Fue elegido diputado y senador, en la provincia de Buenos Aires; designado Comisionado Municipal del Partido de General San Martín en 1912 y dos veces Diputado Nacional por el Partido Conservador (1910 y 1916). Desde esta última banca fue autor de leyes como la creación de la Universidad Nacional del Litoral, la anexión del Colegio Nacional de Buenos Aires a la Universidad de Buenos Aires y la creación del Patronato Nacional de Menores Abandonados y Delincuentes. Escribió sobre temas médicos y sanitarios, literarios e históricos, siendo algunas de sus obras Nuevo método sencillo para realizar transfusiones de sangre (1914); Estudio de la higiene pública en la República Argentina, memoria del Departamento Nacional de Higiene; La úlcera gástrica y duodenal en la República Argentina (1916); La litiasis biliar (1916); Ilusión y realidad (poema); Augusto y Cleopatra; Nerón, los suyos y su época. Una psicopatología del emperador romano (1912); Mis recuerdos. Gran parte de su obra médica fue publicada en los Anales del Instituto Modelo de Clínica Médica.
A lo largo de su vida recibió múltiples distinciones, entre otras: Profesor Honorario del Colegio Nacional y de la Universidad de Buenos Aires; Miembro Honorario de la Academia Nacional de Medicina; Presidente Honorario de la Academia Nacional de Bellas Artes, de la Asociación Tutelar de Menores y del 8º Congreso Nacional de Medicina. La República de Chile lo distinguió, en 1916, con la Orden al Mérito.
Agote falleció en la ciudad de Turdera (calle Pretti 311) el 12 de noviembre de 1954, exactamente tres días después de haberse cumplido los 40 años de la primera transfusión de sangre que lo tuviera como principal protagonista. Sus restos descansan en el cementerio de la Recoleta.

## La transfusión de la sangre
Desde tiempos remotos se creyó que la sangre era factor de salud y fuerza, y en algunas culturas se daba a beber sangre humana para vigorizar o reanimar enfermos. Hay evidencias de que en la Roma Imperial se usaba la sangre de los gladiadores heridos en la arena para la curación de la epilepsia. La idea de la transfusión de sangre ya existía en 1056, cuando Jerónimo Cardano de Basilea, en su obra De Rerum Varietate, sugirió reemplazar la de los delincuentes.

### Primeras transfusiones registradas
La primera transfusión de sangre registrada fue la hecha entre perros por el médico inglés Lower alrededor de 1666. En 1667 el científico francés Jean Baptiste Denys hizo una transfusión a un ser humano usando sangre de carnero, provocando su muerte inmediata. En el siglo XIX se hicieron experiencias de transfusión directa de sangre entre personas, a veces con consecuencias fatales por la ignorancia de las incompatibilidades sanguíneas. La delicada tarea se llevaba a cabo conectando la arteria del dador con la vena del receptor a través de una complicada intervención quirúrgica. Se necesitaba un lugar con asepsia extrema, no se podía medir con precisión la cantidad de sangre transferida, el dador necesitaba mucho tiempo para recuperarse y se exponía a riesgos como infecciones, embolias y trombosis.
En el año 1900 el investigador austríaco Karl Landsteiner identificó algunas de las sustancias sanguíneas responsables de la aglutinación de los glóbulos rojos, logrando por primera vez identificar grupos sanguíneos y algunas de sus incompatibilidades.
Las transfusiones directas todavía se practicaban a comienzos del siglo XX porque era imposible conservar la sangre extraída inalterada para su posterior uso. Al cabo de pocos minutos (de seis a doce) comenzaba su coagulación, manifestada inicialmente en un aumento gradual de viscosidad que terminaba con su casi completa solidificación. La coagulación es una defensa del organismo para taponar las heridas y minimizar las hemorragias. Hoy se sabe que un coágulo está casi totalmente formado por eritrocitos sujetos por una red de filamentos de fibrina. La fibrina no existe normalmente en la sangre, se crea a partir de la proteína plasmática fibrinógeno por la acción de la enzima trombina. La trombina, a su vez, no está naturalmente presente en la sangre, se genera a partir de una sustancia precursora, la protrombina, en un proceso en que intervienen las plaquetas, algunas sales de calcio y sustancias producidas por los tejidos lesionados. Como los coágulos no se generan si falta cualquiera de estos elementos, la adición de citrato de sodio (que elimina de la sangre los iones de calcio) evita su formación.

### La investigación de Agote
Preocupado por el problema de las hemorragias en pacientes hemofílicos, encaró el problema de la conservación prolongada de la sangre con la colaboración del laboratorista Lucio Imaz. Sus primeros intentos, como el uso de recipientes especiales y el mantenimiento de la sangre a temperatura constante, no dieron resultado. Buscó entonces alguna sustancia que, agregada a la sangre, evitara la coagulación. Luego de muchas pruebas de laboratorio in vitro y con animales, Agote, aunque sin conocer el origen bioquímico del comportamiento, encontró que el citrato de sodio (sal derivada del ácido cítrico) evitaba la formación de coágulos. Esta sustancia, además, era tolerada y eliminada por el organismo sin causar grandes problemas ulteriores. La primera prueba con personas se hizo el 9 de noviembre de 1914, en un aula del Instituto Modelo de Clínica Médica, teniendo como testigos al Rector de la Universidad de Buenos Aires, Eufemio Uballes, el decano de la Facultad de Medicina, Luis Güemes, el director general de la Asistencia Pública, Baldomero Sommer, y el intendente municipal, Enrique Palacio, además de numerosos académicos, profesores y médicos. Durante la misma un enfermo que había sufrido grandes pérdidas de sangre recibió la transfusión de 300 cm³ de sangre previamente donados por un empleado de la institución y conservados por la adición de citrato de sodio. Tres días después el enfermo, totalmente restablecido, fue dado de alta.
Lejos de los centros científicos más importantes y avanzados, logró resolver el problema de las transfusiones que angustiaba a los miles de médicos reclutados por los ejércitos europeos durante la Primera Guerra Mundial. Fue un gran aporte a la medicina mundial, que contaría desde entonces con un método de transfusión de sangre simple, inocuo y fácil de ejecutar por un profesional idóneo. El periódico estadounidense New York Herald publicó una síntesis del método de Agote y percibió sus proyecciones futuras, afirmando que tendría muchas otras aplicaciones además del tratamiento de hemorragias agudas.

### Otros investigadores
Finalizada la Primera Guerra Mundial, hubo intentos de profesionales de otros países en adjudicarse la primicia del hallazgo. El belga Albert Hustin (Academia de Ciencias Biológicas y Naturales de Bruselas, Bélgica, el 27/3/1914) y el estadounidense Richard Lewisohn (Mount Sinai Hospital, Nueva York, EE. UU., en 1915) se atribuyeron la prioridad del descubrimiento. Se inició entonces un largo intercambio epistolar entre Agote y los científicos mencionados, y se acumularon entrevistas, artículos, comunicaciones y citas en distintas revistas médicas sobre la discutida prioridad. En todo este despliegue, sin acaloramientos, el tecnólogo argentino se limitó a señalar objetivamente fechas y procedimientos. Probablemente se trató de investigaciones independientes que dieron su fruto en forma más o menos simultánea. Lo que importa resaltar es la actitud solidaria de Agote, quien no trató de patentar su resultado, lo comunicó de inmediato a medios de prensa, representaciones diplomáticas de todos los países entonces en guerra y revistas médicas internacionales, haciendo posible salvar a incontables personas en grave riesgo de muerte.

## Homenajes
En vida, la Universidad de Buenos Aires lo distinguió como profesor honorario y la Academia Nacional de Medicina de Argentina lo nombró miembro honorario. Chile lo condecoró, en 1916, con la Orden al Mérito.
Para honrar su contribución a la Medicina se bautizó con su nombre a una calle, una Escuela Nacional de Comercio, el Instituto Modelo de Clínica Médica, el Instituto Nacional de Protección de Menores, el Centro de Hemoterapia del Hospital de Clínicas, una clínica privada ubicada en el barrio de Recoleta —todos de la ciudad de Buenos Aires— así como a escuelas primarias, centros de hemoterapia y bancos de sangre de todo el país. También un barrio de la ciudad de Rosario lleva su nombre.